# ططر الجركسي
ططر الظاهري الجركسي، المكنى بسيف الدين أبي سعيد، الملك الظاهر. من ملوك دولة الجراكسة بمصر والشام.

## حياته
وًلد سنة 769 هـ / 1367م، وأصله من مماليك الظاهر برقوق، اشتراه بمصر، وأعتقه واستخدمه. لمّا آلت السلطنة إلى الناصر فرج توجه ططر إلى حلب ولحق بأهل الشغب والعصيان ثم جعله المؤيد شيخ بن عبد الله مقدم ألف، فأمير المجلس. مات المؤيد وتسلطن ابنه الملك المظفر أحمد، فتولى ططر إدارة المملكة وتزوج أم المظفر، ثم خلع المظفر، وطلّق أمّه بدمشق، ونادى بنفسه سلطاناً. تلقب بالظاهر سنة 824 هـ وعاد إلى مصر مريضاً، فلم يلبث أن مات بالقاهرة سنة 824 هـ / [[1421]م. 
يقال: إن أم المظفر دست له سمّاً بطيئاً بعد خلعه ابنها، فمات من أثره. ومدة سلطنته بالشام ومصر ثلاثة أشهر وأيام. وكان فيه تدين ولين وكرم، مع طيش شديد. أتلف في مدته على قصرها أموالاً عظيمة. وللبدر العيني «محمود بن أحمد» كتاب «الروض الزاهر في سيرة الملك الظاهر» (مطبوع)، وهو رسالة في بعض أخباره.